# Arrowsic
Arrowsic – miasto w Stanach Zjednoczonych, w stanie Maine, w hrabstwie Sagadahoc.